# Un uomo è un uomo
Un uomo è un uomo (Mann ist Mann) è un'opera teatrale del drammaturgo tedesco Bertolt Brecht, portata al debutto nel 1926 a Darmstadt. Nel 1931 lo stesso Brecht diresse la prima berlinese del dramma. L'opera fu il primo lavoro significativo prodotto da Brecht dopo essersi trasferito da Monaco a Berlino. Un uomo è un uomo è ambientato nell'India sotto il dominio britannico e racconta della trasformazione di un civile, Galy Gay, nel soldato perfetto.

## Trama
L'esercito inglese viene mandato a Kilkoa con centomila soldati pronti a marciare a Nord per combattere una guerra contro il Tibet. Durante una serata di festeggiamenti Jesse, Uria e Polly sono costretti ad abbandonare il loro compagno d'armi Jip dopo aver distrutto una pagoda per rubare i soldi delle elemosine. Temendo per le loro vite dopo aver commesso un crimine punibile con la fucilazione, i tre si imbattono nello scaricatore di porto Galy Gay, un uomo che non sa dire di no. I tre decidono allora di far diventare Galy il nuovo Jip. Con l'aiuto della vedova Begbick, la proprietaria di un vagone-birreria molto malfamato, Uria, Jesse e Polly mettono in scena una farsa grottesca per trasformare Galy Gay nel perfetto soldato britannico.
L'opera affronta i temi della guerra e della collettività, in risposta all'affermazione del collettivismo bolscevico nella neonata Unione Sovietica che evidenziava come ogni membro della comunità fosse rimpiazzabile.

## Rappresentazioni
La prima di Mann ist Mann è stata il 25 settembre 1926 all'Hessisches Landestheater di Darmstadt, regia di Jacob Geis, scene di Caspar Neher, con Ernst Legal nella parte di Galy Gay.
La prima italiana di Un uomo è un uomo è stata il 25 marzo 1963 al Teatro Stabile di Trieste, nella traduzione di Luigi Lunari, regia di Fulvio Tolusso, scene di Emanuele Luzzati, con Renzo Montagnani (Galy Gay), Marisa Fabbri (Begbick), Lino Savorani (Fairchild), Giorgio  Vailetta, Oreste Rizzini, Vittorio Franceschi, Egisto Marcucci, Maria Teresa Tosti (la moglie di Galy Gay), Carlo Gamba, Dario Penne, Orazio Bobbio, Gilfranco  Baroni.

## Adattamenti
Un adattamento televisivo è stato trasmesso dalla Rai il 7 aprile 1972: traduzione e regia di Fulvio Tolusso, scene e costumi di Santuzza Calì ed Emanuele Luzzati; con Umberto Ceriani, Gabriele Carrara, Ruggero De Daninos, Mauro Carbonoli, Ettore Conti, Vincenzo De Toma (Galy Gay), Romano Bernardi, Edoardo Borioli, Marisa Belli. Era la versione televisiva dello spettacolo portato in scena dalla Compagnia "Teatro Insieme" nella stagione 1969-70.